# Knorring (Adelsgeschlecht)

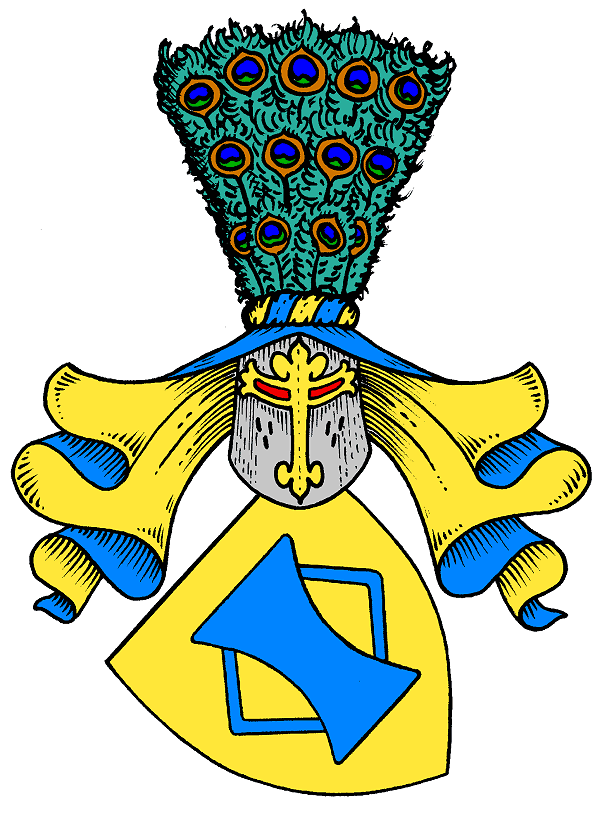
Stammwappen der baltischen von Knorring

Knorring, früher Knorr(e), ist der Name eines alten eichsfeldischen, später deutsch-baltischen Adelsgeschlechts, das sich nach Schweden, Finnland und Russland ausbreiten konnte und dessen einzelne Linien bis in die Gegenwart fortbestehen.
Eine Stammesverwandtschaft zu den schwäbischen, ebenfalls uradeligen Knör(r)ingen besteht nicht. Gleichwohl wurde 1720 deren Wappen im schwedischen Freiherrendiplom mit aufgenommen. Ebenfalls nicht stammesverwandt sind die aus dem Erzgebirge stammenden, 1728 geadelten von Knorr, die 1896 geadelten preußischen von Knorr (des Stammes Admiral Eduard von Knorr) und die hessischen Knorr von Rosenroth. Auch zu dem aus dem Magdeburgischen stammenden Geschlecht Knorre, das seit dem Ende des 18. Jahrhunderts in Livland und seit dem 19. Jahrhundert in einzelnen Zweigen in Russland, meist in akademischen Berufen anzutreffen war, spätestens ab 1863 dem Adelstand angehörte und ebenfalls gegenwärtig in Deutschland fortbesteht, existiert keine Stammesverwandtschaft mit den baltischen Knorring.

## Geschichte

### Ursprung, Ausbreitung und Persönlichkeiten im Reich
Die Knorring sind ein uradliges Geschlecht aus dem Eichsfeld. Die Stammreihe des Geschlechts beginnt mit dem erzbischöflichen mainzischen Ministerialen Honterus (alias Nantherus) in Rusteberg, urkundlich 1123 und 1125. Es gehörte zur Burgmannschaft zu Rusteberg und führte nach seinen jeweiligen Wohnsitzen seit etwa 1150 die Beinamen von Rusteberg bzw. von Uder (Othera). Honterus’ Sohn, der Ritter Hartwig von Rusteberg (bzw. von Uder), urkundete 1135 bis 1170 und war ebenfalls mainzischer Ministeriale in Rusteberg, wie auch sein mutmaßlicher Sohn, der Ritter Dietrich von Uder (1189, 1209), der in Lutter begütert war. Ritter Konrad, genannt von Uder, urkundete 1264 und war in Beberstedt begütert. Sein Sohn Dietrich von Uder genannt Knorr erschien zuerst mit dem späteren Geschlechtsnamen, urkundete 1264 bis 1319, und war in Beberstedt sowie Bezelsrode bei Anrode begütert. 1270 werden Dietrich und sein Bruder Erwin als Theodericus et Erwicus frates de Odera dicti Knorren erwähnt. Dietrich (Thilo) Knorr, urkundlich 1338 bis 1368, war mainzischer Burgmann auf dem Scharfenstein bei Dingelstädt. Sohn Heinrich (Heyse) Knorr(e), urkundlich 1347 bis 1378, 1384 tot, war 1361 ebendort Burgmann, 1371 Vogt zu Salza, 1376 Pfandherr der beiden Burgsitze in Rüdigershagen, schließlich war er 1378 in Breitenbich begütert. Sohn Heinrich Knorr(e) urkundete 1384 bis 1412 und dessen mutmaßlicher Sohn Heinrich Knorre wurde 1441 mit dem kurländischen Pelzen belehnt.
Zu ihren weitern Besitztiteln gehörten zwei Burglehen auf der kurmainzischen Burg Scharfenstein, die sie 1458 und noch 1804 (nun als preußisches Lehen) besaßen, sowie ein Vorwerk in Esplingerode, das sie 1457 von den Herren von Plesse und noch 1799 von den Landgrafen von Hessen zu Lehen erhielten.

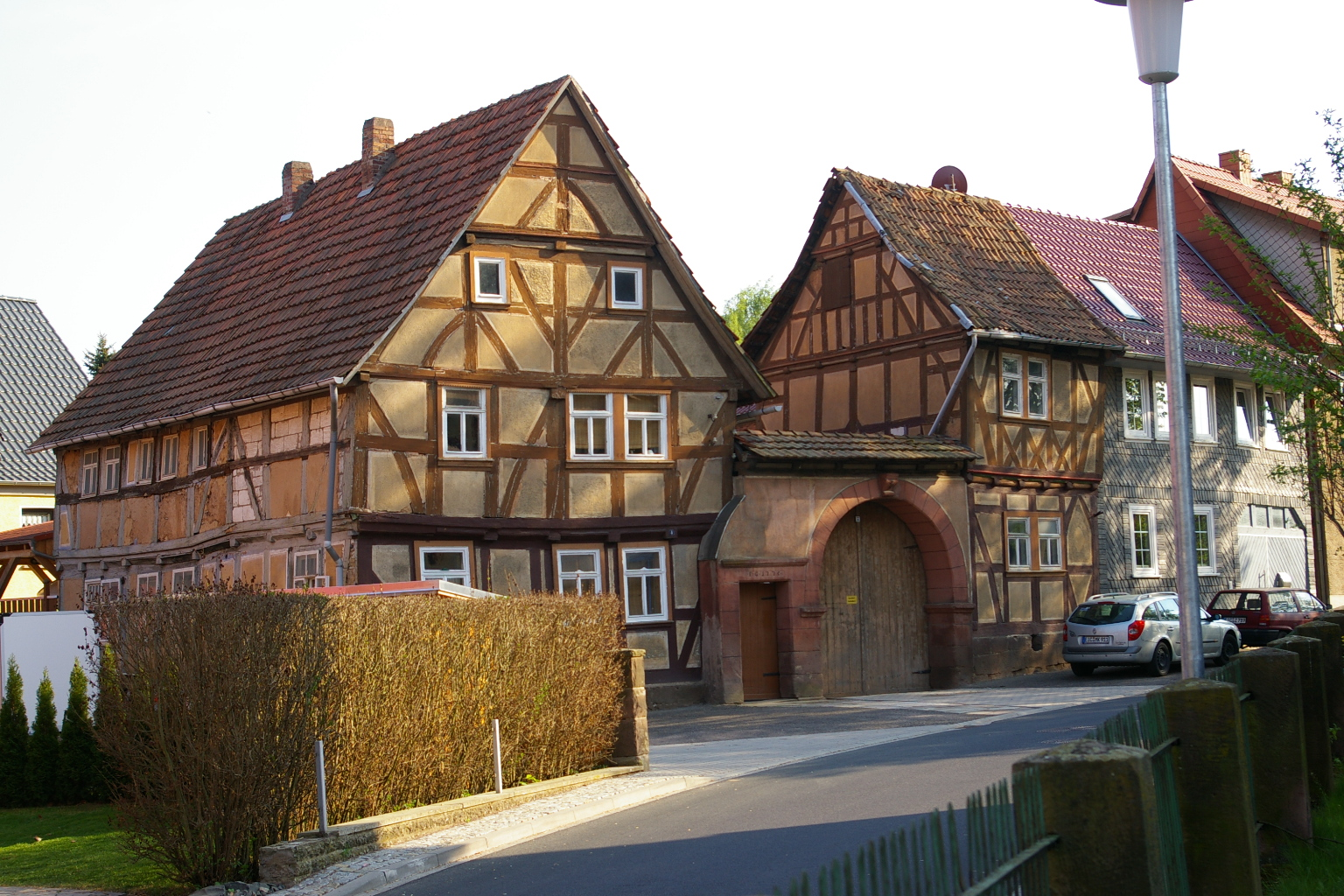
Das Knorrsche Haus in Uder

Die Adelsfamilie von Uder oder Othera war der in Uder ansässige Familienzweig, ein weiterer Zweig nannte sich nach dem Burgsitz von Rusteberg. 1428 wird ein Kurt von Uder in Heiligenstadt als Bürgermeister genannt. Für die von Knorr ist noch heute in Uder das Knorrsche Haus aus dem 16. Jahrhundert zu finden, 1458 und 1468 sind Belehnungen für dieses Vorwerk hinter der Kirche nachgewiesen.
In der Stammheimat erlosch das Geschlecht 1847 mit dem preußischen Oberstleutnant Christian Sittig Freiherr von Knorr auf Sollstedt (Gemeinde Menteroda) und Breitenbich. Zwei seiner Schwiegersöhne aus eichsfeldischem Uradel nahmen den Namen an und begründeten die Linien der Freiherren von Hanstein-Knorr und der Freiherren von Wintzingerode-Knorr. Der preußische Kammerherr Wilhelm Freiherr von Wintzingerode zu Adelsborn-Wehnde, vereinigte 1837 mit preußischer Bewilligung Namen und Wappen. August von Hanstein (1803–1878), kurhessischer Kammerherr, Staatsrat und Obersteuerdirektor, erhielt kurfürstlichen Konsens über die Namen- und Wappenvereinigung.
Die Halbbrüder bzw. Brüder Friedrich, Friedrich Wilhelm Siegismund und Ernst August Leopold Anders erhielten 1798 den preußischen Adelsstand als Anders genannt von Knorr. Die beiden letzteren waren Stiefsöhne des 1812 verstorbenen Majors Wilhelm Ewald von Knorr. Richard Anders gen. von Knorr, vormals auf Groß und Klein Gutowy in Posen, erhielt 1890 die preußische Genehmigung zur Führung des alleinigen Namens von Knorr.

### Ausbreitung und Persönlichkeiten im Baltikum, Skandinavien und Russland
Stammvater der baltischen Stämme ist Heinrich Knorre, der am 22. Januar 1441 mit sechs Haken Land zu Pelzen in Kurland belehnt wurde. Sein Enkel Georg Knorr (Jürgen Knurre) war 1497 urkundlich genannt und wurde 1516 bei Goldingen belehnt. Unter dessen Enkeln, den Söhnen des Sohn Heinrich Knorr, urkundlich 1530, 1560 Herr auf Jahteln und Willgahlen, verzweigte sich die Familie. Seit 1566 führten seine Deszendenten die noch heute gebräuchliche Namensform Knorring. Am 17. Oktober 1620 wurden die Knorren in die kurländische Ritterbank in der 1. Klasse aufgenommen. Um 1740 ist der kurländische Stamm erloschen.
Der dänische Statthalter auf Oesel, Heinrich von Lüdinghausen, hatte Johann von Knorring am 18. Juli 1566 mit Peddast auf Mohn belehnt. Seine Linie auf Oesel ist 1788 erloschen. Sein Enkel, Heinrich von Knorring († 1679), Statthalter zu Hapsal, konnte in Estland die Güter Kaltenborn bei Weißenstein und Jöggis in seinen Besitz bringen, wurde damit Stifter der estländischen und livländischen Linien und Häuser der Familie.
Am 11. Februar 1746 wurde die Familie in die estländischen Adelsmatrikel aufgenommen. Die Immatrikulation bei der livländischen Ritterschaft (Nr. 54) erfolgte am 7. Juni 1867 für den kaiserlich russischen Generalmajor und Wirklichen Staatsrat Johann von Knorring (1803–1880).
Aus den Häusern Kedik und Weißenfeld erhielten durch Ukas des russischen Senats am 11. Oktober 1907 die Brüder Michael von Knorring (1846–1910), Herr auf Waddemois und kaiserlich russischer Kammerherr, Wladimir von Knorring (1861–1938), kaiserlich russischer Oberst und Andrej von Knorring (1862–1918), kaiserlich russischer Oberst, weiterhin die Brüder Pontus von Knorring (1854–1917), Herr auf Kamby und Egolf von Knorring (1856–1930), Herr auf Onorm, Hark, Hermannshof, Alt- und Neu-Annenhof, kaiserlich russischer Wirklicher Staatsrat und Hofstallmeister, ebenfalls Ludwig von Knorring (1859–1930), Herr auf Kurnal, Rosenhagen, Kedik und Udenküll kaiserlich russischer Hofstallmeister, nachmaliger Wirklicher Staatsrat und Ministerresident in Darmstadt, Coburg und Gotha, die Brüder Gustav von Knorring (1866–1952), Herr auf Addila und Udenküll und Nikolai von Knorring (1870–1917), kaiserlich russischer Kapitän, sowie schließlich Alexej von Knorring (1848–1922), kaiserlich russischer Geheimrat und Hofmeister, bzw. am 25. April 1913 die Brüder Bogdan von Knorring (1880–1935), kaiserlich russischer Kapitän zur See, Constantin von Knorring (1881–1948), nachmaliger kaiserlich russischer Fregattenkapitän und Benjamin von Knorring (1884–1918), Beamter der kaiserlich russischen Zivilverwaltung im Kaukasus, sowie Woldemar von Knorring (1891–1962), Herr auf Lugden, Ilmazahl und Kachkowa das Recht den Baronstitel zu führen.
Einzelne Zweige bestehen gegenwärtig in Chile, Deutschland und Schweden fort.
Ebenfalls aus dem von obigem Johann von Knorring († nach 1566) gestifteten Stamm leitet sich eine finnländische Linie ab. Die Brüder Franz Heinrich (Frans Henrik) von Knorring (1712–1784), Herr auf Kumogärd, Satakunta in Finnland, königlich schwedischer Kapitän, nachmaliger Major und Carl Reinhold von Knorring (1717–1793), königlich schwedischer Kapitän, ebenfalls nachmaliger Major erhielten 1756 die schwedische Adelsnaturalisation und Introduktion bei der Adelsklasse der schwedischen Ritterschaft (Nr. 1976). Die Immatrikulation bei der Adelsklasse der finnländischen Ritterschaft (Nr. 138) erfolgte am 13. Oktober 1818 für des obigen Frans Henrik von Knorring Söhne, Henrik Gustav von Knorring (1753–1833), Herr auf Kumogärd, königlich schwedischer Oberst a. D., Johan Otto von Knorring (1754–1837), Herr auf Naapala im Kirchspiel Halikko, königlich schwedischer Kapitän a. D. und Georg Reinhold von Knorring (1760–1841), königlich schwedischer Major a. D., Bernt Ulrik von Knorring (1768–1832), königlich schwedischer Oberst a. D., sowie für des obigen Carl Reinhold von Knorring Sohn Carl Gustav von Knorring (1755–1827), Herr auf Kukkola im Kirchspiel Lempäälä, königlich schwedischer Major a. D. und vier Enkel, Söhne des Evert Reinhold von Knoiring (1767–1813), königlich schwedischer Leutnant a. D., von denen einzig Carl Evert von Knorring (1796–1861), Angestellter bei der Wirtschaftsabteilung des finnischen Senats und im Kriegskommissariat, die noch gegenwärtig in Russland blühende Linie fortsetzte. In Schweden ist diese Linie bereits 1876, in Finnland 1882 erloschen.
Der oeselsche Linie aus dem Hause Peddast selbst, immatrikulierte sich bei 1741 der Oeselschen Ritterschaft und am 8. März 1745 bei der livländischen Ritterschaft. Diese Linie ist nach 1791 erloschen.
Franz Knorring († 1691), Herr auf Kaltenborn und Jöggis, königlich schwedischer Oberst, war Stifter der schwedisch-finnischen Linie. Am 12. September 1672 erhielten die Halbbrüder Stefan Fredrik Knorring (1647–1706), Herr auf Tervalampi bei Vichtis in Finnland, königlich schwedischer Leutnant und Göran Johan Knorring (1657–1726), königlich schwedischer Oberst, Vizegouverneur in Kurland und Kommandant von Mitau die schwedische Adelsnaturalisation und wurden noch im selben Jahr bei der Adelsklasse der schwedischen Ritterschaft (Nr. 809) introduziert. Letztgenannter wurde als Göran Johan von Knorring am 29. Januar 1720 in den schwedischen Freiherrenstand nobilitiert und bei der Freiherrenklasse der schwedischen Ritterschaft (Nr. 177) introduziert. Die schwedische Linie seiner Deszendenz ist 1930 bzw. 1942 erloschen. Jedoch immatrikulierte sich Johan Fredrik Ludvig von Knorring (1766–1826), Herr auf Maarjärvi im Kirchspiel Vemo in Finnland, königlich schwedischer Kapitän am 17. September 1818 bei der Freiherrenklasse der finnländischen Ritterschaft (Nr. 9). Die durch ihn gestiftete Linie bestand noch zu Beginn des 20. Jahrhunderts. Ebenfalls 1818 am 28. Januar immatrikulierte sich Johan Gustaf Fredrik Knorring (1793–1873) kaiserlich russischer Fourier im 1. finnländischen Jäger-Regiment aus der Urenkel des oben genannten Stefan Fredrik Knorring bei der Adelsklasse der finnländischen Ritterschaft (Nr. 66). Er starb kinderlos.

## Wappen
- Das Stammwappen zeigt im Eichsfeld in Gold einen zweihenkeligen blauen Schenkbecher (auch als Ramme, Mühleisen[16] oder Mörser[17] gedeutet). Auf dem Helm mit blau-goldenen Decken das Schildbild zwischen einem offenen goldenen Flug (Variante im Hessischen Wappenbuch um 1625 ohne den Flug, die Figur im Schild schräglinks gestellt). Das vereinigte Wappen Hanstein-Knorr zeigt im gespaltenen Schild hinten in Gold einen blauen „Mörser“, auf dem zweiten Helm mit blau-goldenen Decken das Schildbild, besteckt mit einem naturfarbenen Pfauenspiegel.[17] Das vereinigte Wappen Wintzingerode-Knorr zeigt das Gleiche, nur ohne Pfauenspiegel.[18]

- Im Baltikum ist das Kleinod des Stammwappens ein natürlicher Pfauenspiegel.

- Seit etwa Ende des 16. Jahrhunderts von den baltischen Linien geführt: In von Gold und Blau gespaltenem Feld ein natürlicher dunkelbrauner Baumstumpf in Form einer Ramme mit zwei abgehauenen, bogenförmig abwärtsgebogenen Ästen. Auf dem Helm mit blau-goldenen Decken ein natürlicher Pfauenspiegel.

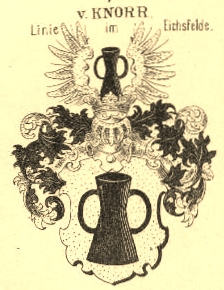
Wappen der eichsfeldischen Knorr
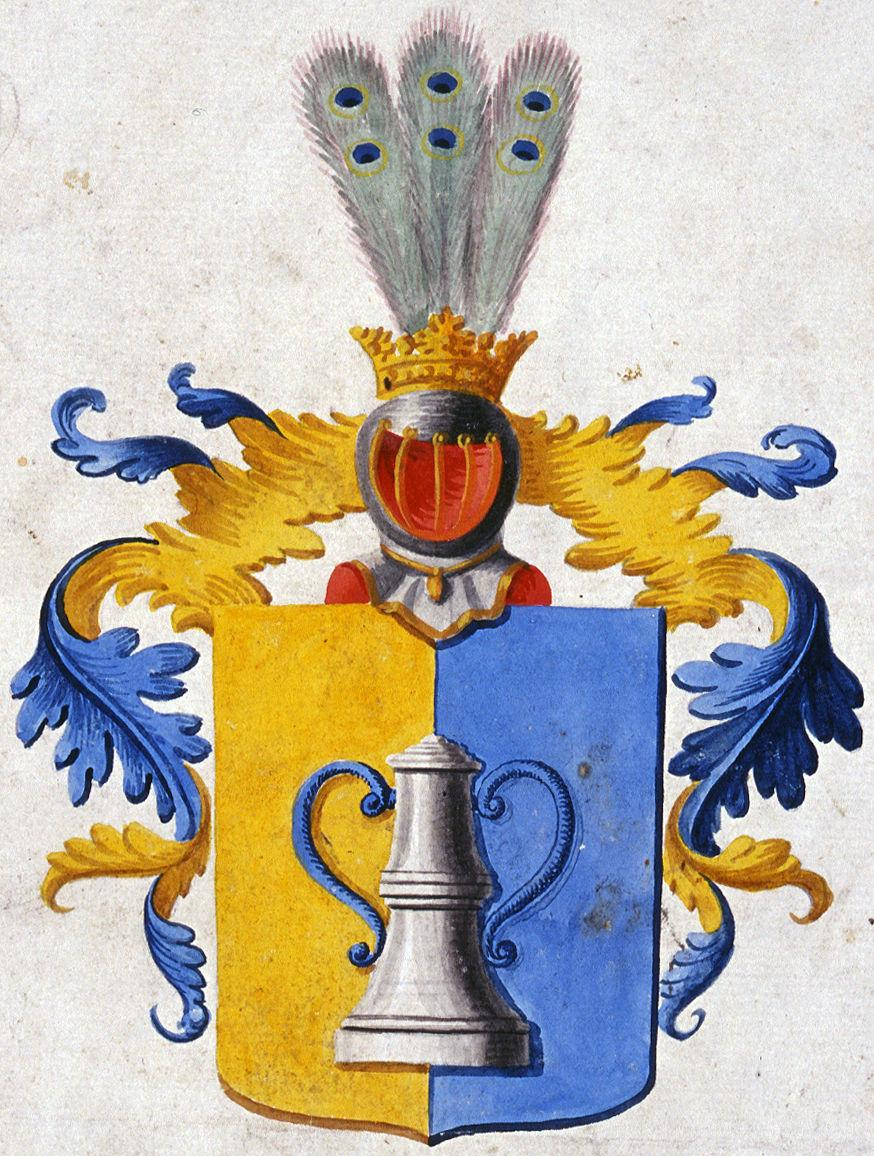
Wappen Baltischer Knorring-Linien
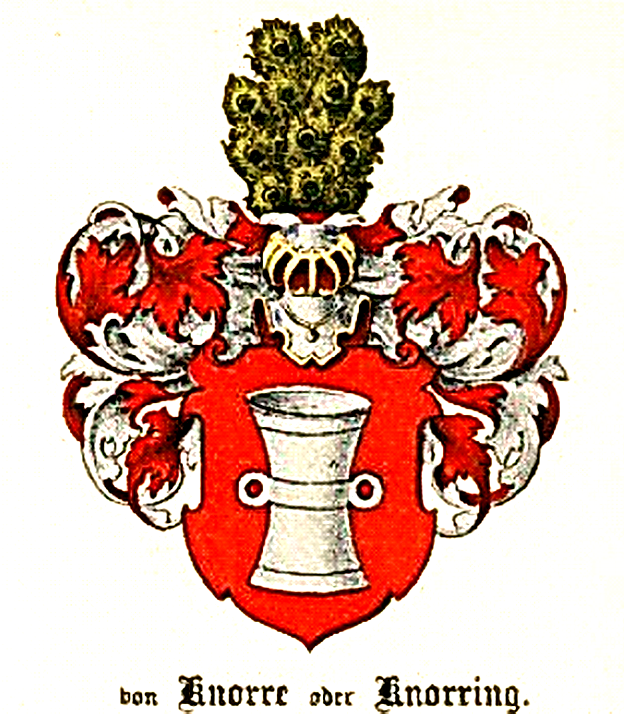
Wappenvariaton der Knorring im Baltikum
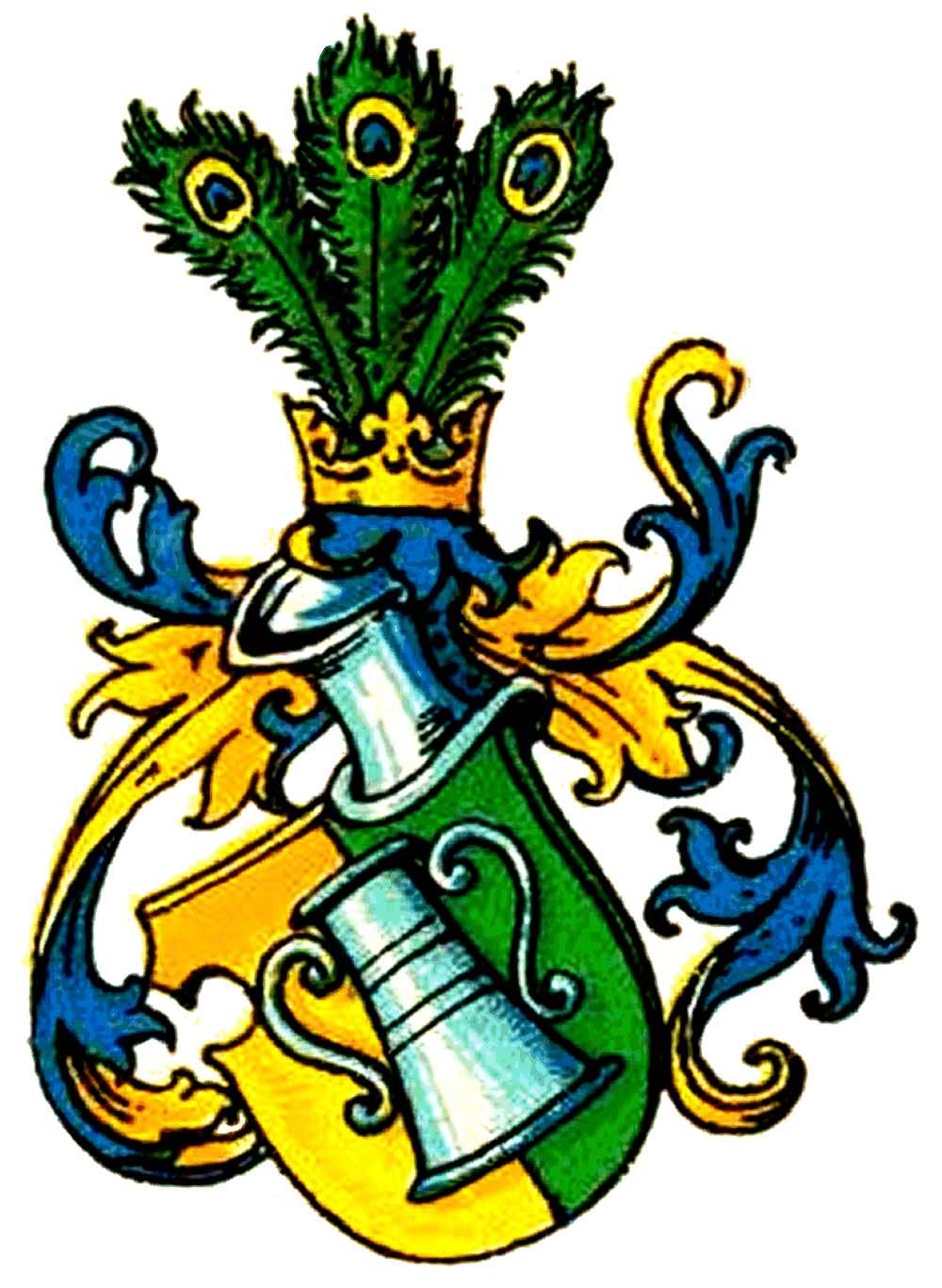
Wappenvariation der Knorring
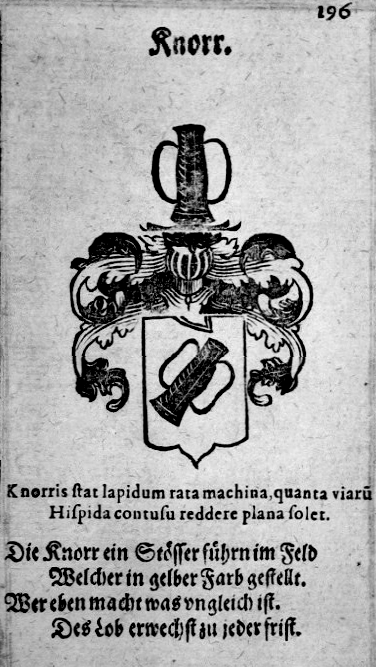
Wappen der hessischen Knorr

Das Freiherrliche Wappen von 1720 ist von Gold und Schwarz geviert und belegt mit von Gold und Grün gespaltenem Herzschild, darin eine blaue Ramme (Stammwappen); 1 ein rot-bewehrter blauer Greif; 2 drei golden Sparren, 3 ein silberner Ring (v. Knöringen), 4 ein blau-bewehrter roter Löwe; 2 Helme. auf dem rechten mit schwarz-silbernen Decken ein Pfauenstoß (Helm des Stammwappens), auf dem linken mit blau-goldenen Decken zwischen von Gold und Schwarz übereck geteilten Büffelhörnern ein gekrönter, mit fünf (schwarz, silber, schwarz, silber, schwarz) Straußenfedern bestückter silberner Ring (ähnlich v. Knöringen); Schildhalter: zwei widersehende, silbern behalsbandete, rot-bezahnte natürliche Windhunde.

## Bekannte Familienmitglieder
- Andrei von Knorring (1862–1918), russischer Generalmajor
- Carl Heinrich von Knorring (russisch Карл Фёдорович Кнорринг, 1746–1820), russischer Generalleutnant und Gouverneur von Georgien (1801–1803)
- Heinrich von Knorring († 1679), schwedischer Major und Statthalter in Hapsal, seit 1626 Gutsherr auf Kaltenborn, Jöggis und Koppelmann
- Franz von Knorring († 1691), schwedischer Oberstleutnant und Kommandant von Nyen, ingermanländ. Landmarschall und Gutsherr auf Kaltenborn
- Franz Peter von Knorring (1792–1875), evangelischer Geistlicher, Pädagoge und Sozialreformer auf den Åland-Inseln
- Helge von Knorring (1897–1985), finnischen Botschafter
- Göran Johan von Knorring (1657–1726), schwedischer Oberst, Vize-Gouverneur von Kurland und Kommandant von Mitau
- Gotthard Johann von Knorring (russisch Богдан Фёдорович Кнорринг, 1744–1825), deutsch-baltischer Offizier und russischer General der Infanterie, Oberbefehlshaber in Finnland, livländischer Landrat und Chef der livländischen Landmiliz
- Gustav Reinhold von Knorring (1738–1804), russischer General der Artillerie
- Harald von Knorring (1952– ), Schlossvogt am königlichen Hof in Stockholm
- Helge von Knorring (1897–1985), finnischer Diplomat, Botschafter in China, Südafrika, den Niederlanden und der Schweiz
- Johann von Knorring (1803–1880), russischer Generalmajor und Wirklicher Staatsrat
- Johann Georg (Jürgen) Knorr(ing) († 1649), schwedischer Oberst und Kommandant von Stettin, Gutsherr auf Tervalampi bei Vichtis (belehnt 1641)
- Karl Georg von Knorring (1773–1841), einer der bekanntesten Übersetzer russischer Literatur seiner Zeit, ab 1810 verheiratet mit Sophie Tieck
- Karl von Knorring (russisch Карл Богданович Кнорринг, 1774–1817), deutsch-baltischer Offizier und russischer Generalmajor
- Karl Heinrich von Knorring (1745–1837), russischer Oberstleutnant, estländischer Landrat, Gutsherr auf Kedik und Paschlep
- Karl Gotthard von Knorring (1823–1871), russischer Kammerherr und Geheimer Rat, Gesandter in Portugal und den Niederlanden, Gutsherr auf Kedik
- Karl Pontus Waldemar von Knorring (1786–1864), russischer General der Kavallerie und Generaladjutant, Mitglied des Reichsrats, Gutsherr auf Camby, Kedik, Rosenhagen, Kurnal, Onorm und Maydelshof
- Konstantin Karl Heinrich von Knorring (1820–1903), russischer Generalstabsrittmeister und Kreisdeputierter in Livland, Gutsherr auf Groß-Carmby, Maydelshof, Onorm, Alt- und Neu-Annenhof
- Konstantin von Knorring (1887–1939), russischer Generalrittmeister und Direktor des Golf-Hotels in Dellach
- Olga von Knorring (russisch Ольга Эвертовна Кнорринг, 1887–1978), sowjetische Botanikerin
- Otto Wilhelm von Knorring (russisch Отто Фёдорович Кнорринг, 1759–1812), deutsch-baltischer Offizier und russischer Generalmajor
- Robert (Roman) Alexander von Knorring (1802–1876), russischer General der Artillerie
- Sophie Tieck (Pseudonym: Sophie von Knorring, 1775–1833), deutsche Schriftstellerin
- Sophie von Knorring (1797–1848), schwedische Romanschriftstellerin
- Wladimir Karlowitsch von Knorring (auch Karl Pontus Waldemar von Knorring; 1784–1864), deutsch-baltischer General der Kavallerie
- Wladimir Romanowitsch von Knorring (1861–1938), deutsch-baltischer General

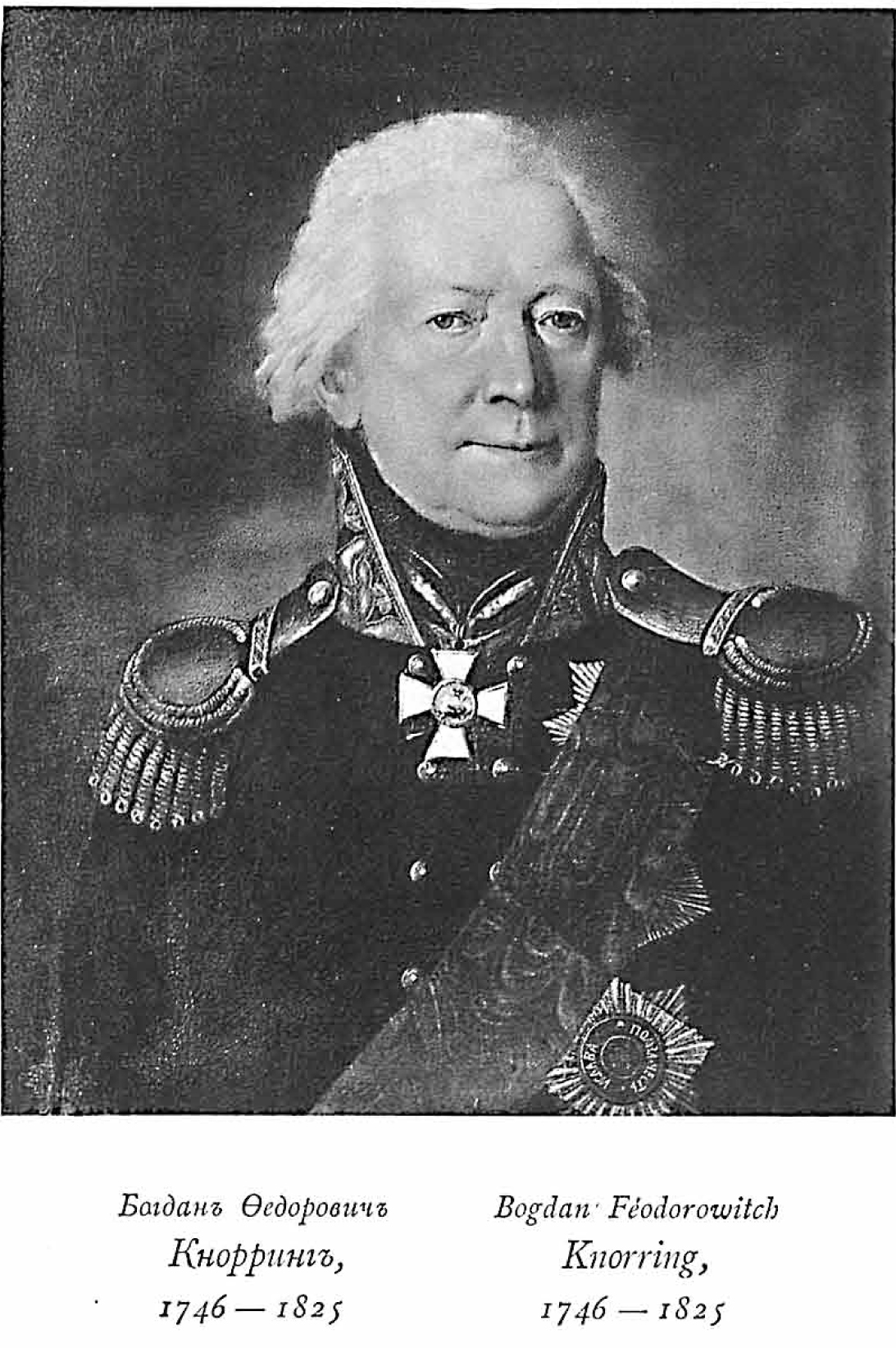
General Gotthard Johann von Knorring (1744–1825)
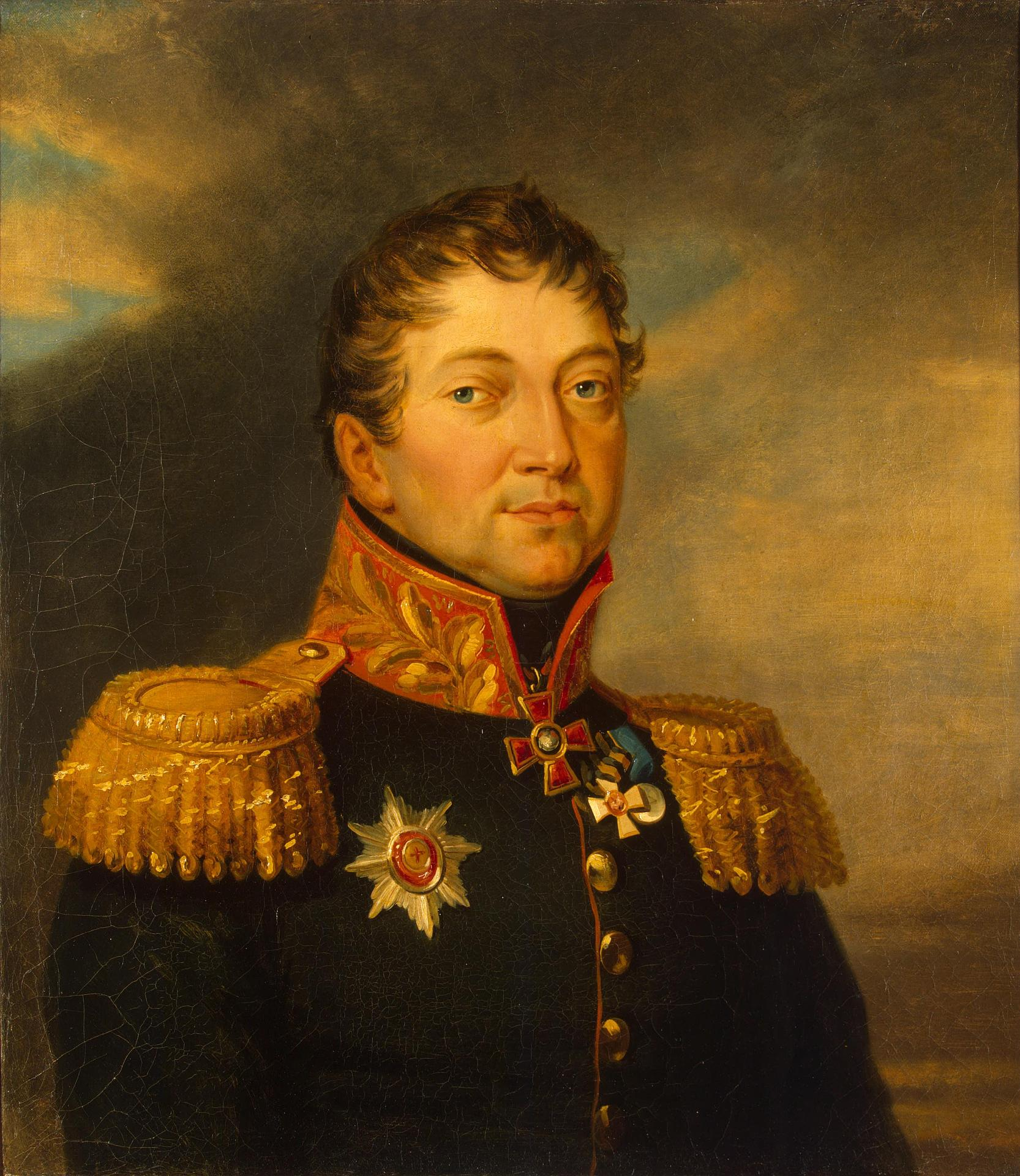
General Otto Wilhelm von Knorring (1759–1812), Gemälde von George Dawe
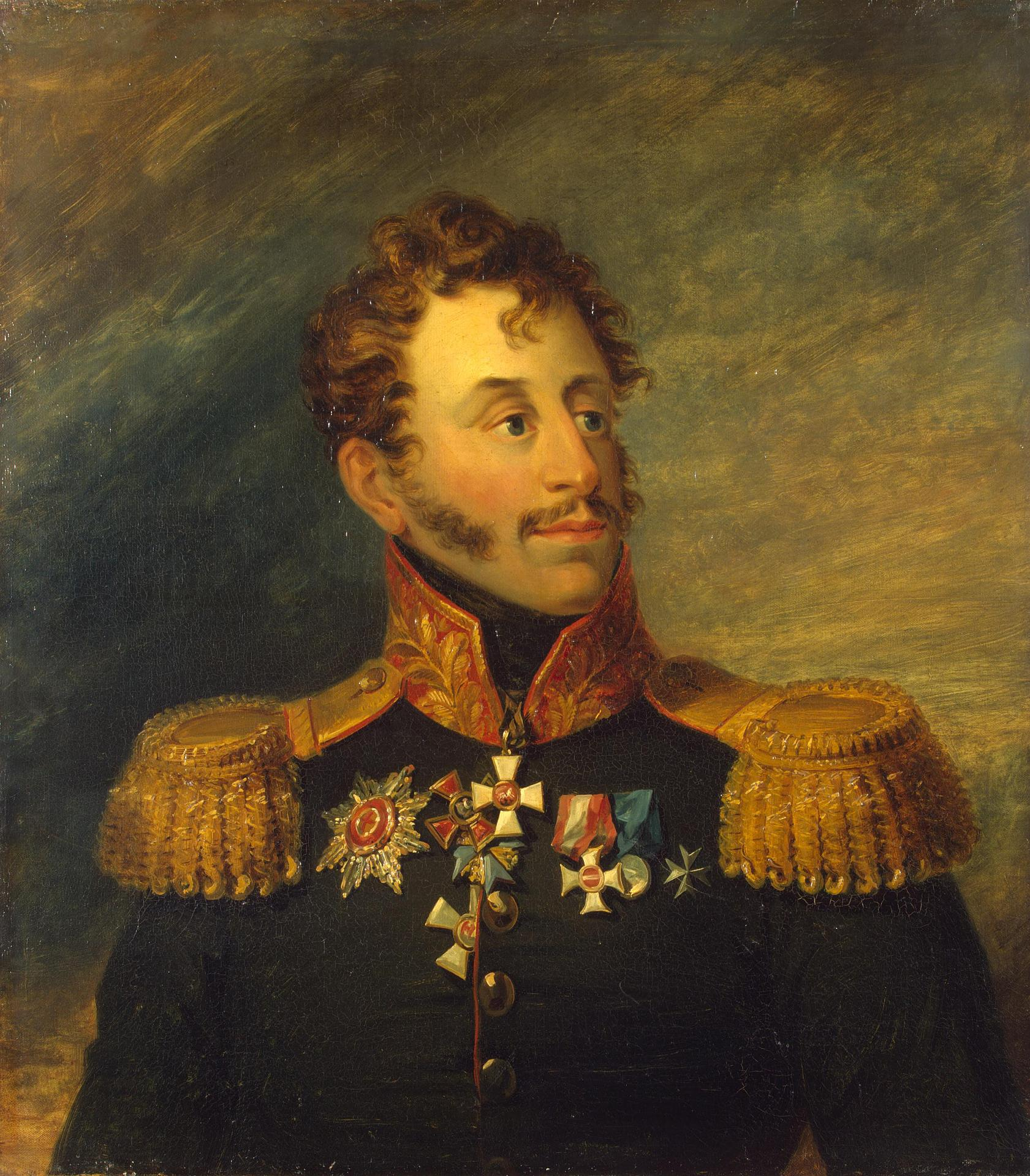
General Karl von Knorring (1774–1817), Gemälde von George Dawe
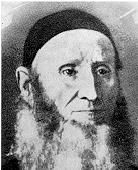
Pfarrer Franz Peter von Knorring (1792–1875)